# Szentliszló
Szentliszló ist eine ungarische Gemeinde im Kreis Letenye im Komitat Zala.

## Geografische Lage
Szentliszló liegt gut 18 Kilometer nordöstlich der Stadt Letenye. Nachbargemeinden sind Bucsuta, Pusztamagyaród und Bánokszentgyörgy.

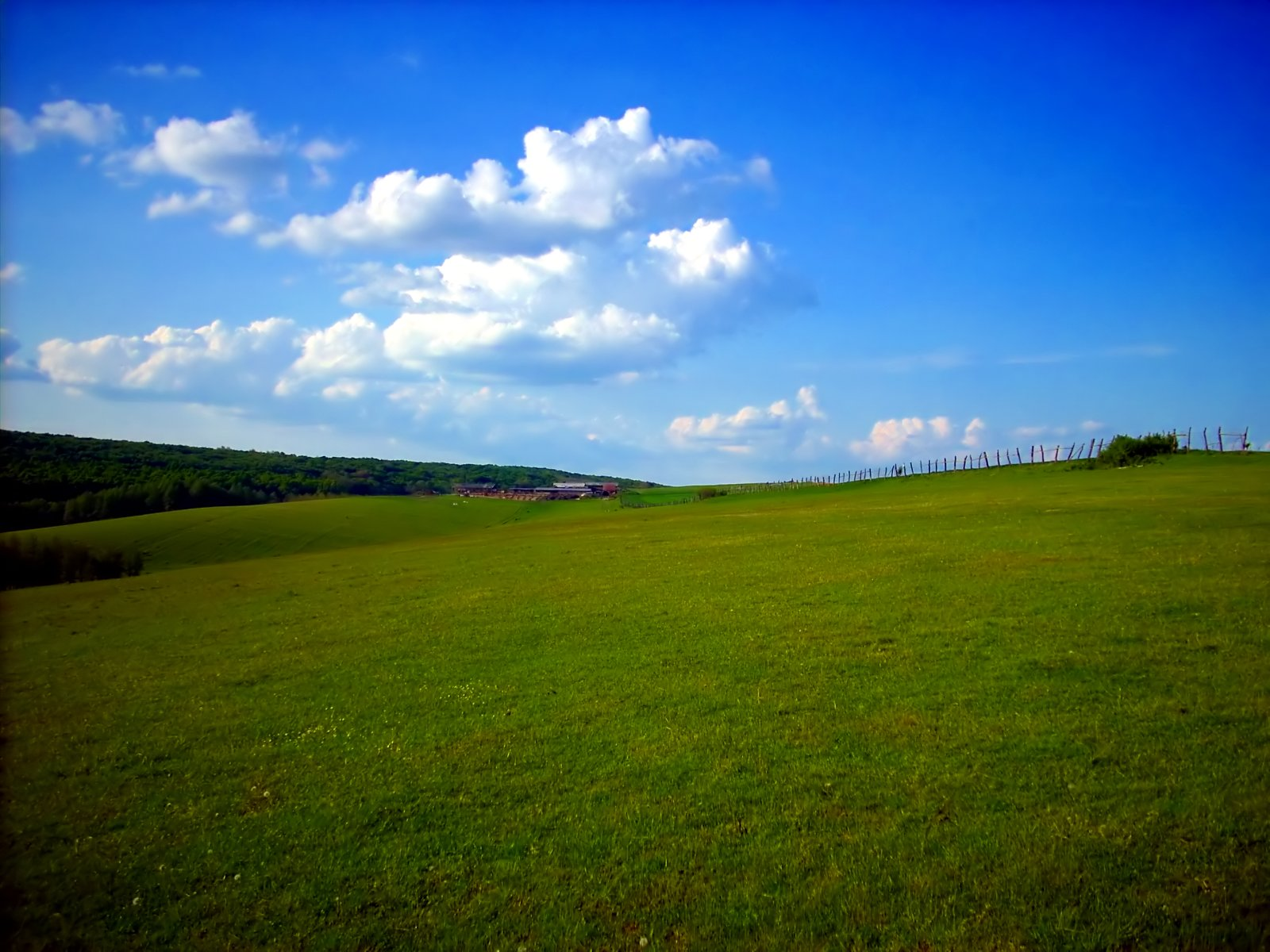
Hügellandschaft bei Szentliszló

## Geschichte
Bereits im 14. Jahrhundert gab es dort eine Siedlung, die 1336 unter dem Namen  Scenthwynchlou schriftlich erwähnt wurde. Ab 1723 trug der Ort seinen heutigen Namen in der Form Szent Liszló.

## Sehenswürdigkeiten
- Römisch-katholische Kirche Szent Szaniszló vértanú püspök
- Szent-Szaniszló-Holzstatue (Szent Szaniszló faszobra)
- Weltkriegsdenkmal (Világháborús emlékmű)

## Verkehr
In Szentliszló treffen die Landstraßen Nr. 7534 und Nr. 7536 aufeinander. Die nächstgelegenen Bahnhöfe befinden sich in östlicher Richtung in Gelse und Újudvar.